# Русский язык в Крыму
Русский язык в Крыму — наиболее распространённый язык Крымского полуострова с начала XX века. Имеет долгую и сложную историю, в том числе в официально-правовом аспекте. В 1998 году в конституции Крыма был закреплён статус украинского языка как единственного государственного, что вызвало заявление Госдумы России. В более поздней редакции конституции в статьях 10-13 наряду с государственным закреплены и определённые функции русского языка. Существовали расхождения во мнениях между властями Украины и Крыма о том, на каком языке украинским органам власти направлять корреспонденцию крымским. 26 мая 2010 года Верховный Совет Автономной Республики Крым утвердил русский язык в статусе одного из двух региональных языков на территории всей республики, помимо государственного украинского языка.
Ленинский районный суд Севастополя 1 июля 2010 года отменил решение Севастопольского городского совета от 26 апреля 2006 года о присвоении русскому языку статуса регионального.

## Современное положение
Республика Крым — это административно-территориальная единица РФ, созданная в 2014 году (наряду с г. Севастополь). Там преобладает русское население (65 % по переписи 2014 года). По данным опроса, проведённого в 2004 году Киевским международным институтом социологии (КМИС), до выхода из состава Украины Крым являлся самым русскоязычным регионом этой страны. Русский язык использует для общения абсолютное большинство — 97 % всего населения полуострова.
Русским языком в Крыму, как родным или же вторым, пользуются также крымские украинцы, крымские татары и другие народы Крыма, составляющие около 35 % населения полуострова.

## История
- Первые носители древнерусского языка селились в районе современного города Керчь в XI—XII веках (Тмутараканское княжество).
- В период между османским завоеванием Крыма (1475 год) и концом XVIII века Крым представляет собой почти исключительно тюркоязычный регион (роль греческого языка быстро снижается, с другими языками происходят не вполне исследованные процессы, превратившие в итоге Крым в татароязычный край)
- Распространение современного русскоязычия начинается после присоединения Крыма к России в 1783 году.
- В ходе парада суверенитетов Крымская область Украины сумела поднять свой статус до уровня автономной республики, обосновав таким образом право на развитие региональных языков — русского и возрождённого крымскотатарского.